# Prijedor
Prijedor (in Cirillico serbo Приједор, pronunciato [priːˈjɛːdor]) è una città nel nord della Repubblica parlamentare federale di Bosnia ed Erzegovina. 
È divenuta la terza municipalità per numero di abitanti in seguito alle guerre jugoslave dei primi anni novanta che hanno portato a una diminuzione della popolazione. 
Prijedor è situata vicino ai fiumi Sana e Gomjenica, ai piedi del monte Kozara, a 44°58'39'N e 16°42'29'E e ad un'altitudine di 133 metri s.l.m. L'estensione dell'intero territorio comunale è di 883km². 

## Storia

### Periodo antico
La città di Prijedor è una fra le più giovani della Bosnia Erzegovina; nata nel XVII secolo sulle rive del fiume Sana, al confine tra l'Impero ottomano e quello austro-ungarico. 
La storia di Prijedor, come centro fortificato, risale alla fine del XVII secolo, ma le civiltà che si trovavano nei pressi del centro hanno una storia molto più antica. Numerosi sono i siti archeologici nella città che testimoniano la presenza di diverse culture, grazie anche al ritrovamento di diverse necropoli.
In epoca preromana e romana la zona era abitata da una grande tribù illirica, i Maezaei, una sotto-tribù dei Pannoni, rinomata per le sue capacità nell'estrazione mineraria. Inoltre, poco lontano da Prijedor, a Ljubija, sono stati rinvenuti diverse costruzioni di epoca romana che testimoniano come la zona fosse adibita alla produzione di ferro.

### Periodo ottomano ed austriaco
Prijedor venne menzionata per la prima volta come una piccola fortificazione in legno nell'elenco di quei luoghi facenti parte dell'Impero Ottomano che furono devastati dalle truppe croate tra il 1693 e il 1696. Questi territori rimasero sotto il dominio Ottomano fino al 1878.
Circa 200 anni fa in questa parte della Bosnia furono costruite un gran numero di fortificazioni per proteggere i confini dal dominio austriaco. In seguito alla guerra austro-ottomana, molte fortificazioni vennero distrutte e i confini si spostarono verso est e sud a favore dell'Austria.
Con la nascita di queste fortificazioni, l'insediamento al di fuori delle mura iniziò a svilupparsi: la città cominciò ad evolversi rapidamente grazie alla navigabilità del fiume Sana, allo sviluppo del commercio e dell'artigianato e alla successiva costruzione della prima ferrovia che attraversava Prijedor. Le fortezze furono sedi militari fino al 1851, quando l'esercito ottomano lasciò la città e le mura vennero demolite dalla popolazione locale che le usò per costruire le proprie case. 
Nel 1882 un grande incendio distrusse una parte della città e 140 famiglie persero le loro abitazioni. Gli anni successivi all'incendio portarono un intenso sviluppo della città, che comprendeva strutture sia private che statali. Furono costruiti nuovi edifici, come la scuola elementare, la chiesa cattolica e la chiesa ortodossa. Nel paese comparvero le prime associazioni culturali come biblioteche, sale di lettura ed una tipografia.
La fine della prima guerra mondiale creò uno stato unito formato da Regno dei Serbi, Croati e Sloveni insieme alla Bosnia ed Erzegovina. 
Dal 1929 al 1941 Prijedor fece parte della Banovina del Vrbas del Regno di Jugoslavia.

### La guerra in Bosnia ed Erzegovina e la pulizia etnica
Dopo la dichiarazione di indipendenza della Slovenia e della Croazia del giugno 1991, la situazione a Prijedor si deteriorò rapidamente. Durante la guerra in Croazia, la tensione tra le comunità serba, bosniaco musulmana e croata aumentò. 
I Bosniaci musulmani e i croati iniziarono a lasciare i comuni abitatati a causa di un crescente senso di insicurezza e paura causato dall’incremento della propaganda serba. 
Il giornale locale Kozarski Vjesnik iniziò a pubblicare articoli contro le persone non appartenenti all'etnia serba e la televisione di Sarajevo venne tagliata e fu sostituita con trasmissioni serbe.
L’obiettivo dei politici serbi del Partito Democratico Serbo, era quello di assumere le funzioni amministrative del comune di Prijedor e degli altri organi di rilevanza comunali. 
Nella notte tra il 29 e il 30 aprile 1992 ebbe luogo la presa di potere da parte dei politici serbi; fu un'azione pianificata e coordinata in anticipo con l’obiettivo finale di creare un comune serbo puro. 
Dopo l’acquisizione, la vita dei civili venne radicalmente trasformata: tensione e paura aumentarono significativamente nella popolazione non serba nel comune di Prijedor e ci fu un aumento della presenza militare serba nella città.
Nel 1992 scoppiò la guerra in Bosnia-Erzegovina.
In città, musulmani, croati e serbi individuano la data d’inizio del conflitto con due date diverse. Per i primi è il 30 aprile 1992, momento in cui le forze serbo-bosniache presero il controllo della città e assassinarono il sindaco di Prijedor, dando inizio alla pulizia etnica. 
I serbo-bosniaci, invece, fissano la data al 30 maggio 1992, quando si verificarono i primi scontri a fuoco locali tra forze serbo-bosniache e bosgnacche, durante la quale ci furono le prime vittime serbe.
La pulizia etnica iniziò nella primavera del 1992, anticipata da un decreto emanato dalle autorità bosniache di Prijedor, in cui obbligarono i cittadini non serbi ad identificarsi appendendo un lenzuolo bianco al di fuori della loro casa e di legarsi una fascia dello stesso colore intorno al braccio per essere riconosciuti fuori dall'abitazione. Nei mesi che seguirono, migliaia di persone tra musulmani e croati vennero detenute, torturate, uccise e stuprate.

#### I campi di concentramento
Durante la guerra vennero costruiti numerosi campi di concentramento, dove in pochi mesi furono rinchiusi circa 31.000 civili. Tra i più conosciuti troviamo quelli di Keraterm, Omarska e Trnopolje.
Campo di Keraterm
Il campo di lavoro di Keraterm fu allestito all'interno di una fabbrica nel maggio del 1992. I detenuti erano per lo più musulmani bosniaci e, in misura minore, croati. Gli spazi erano angusti e spesso le persone dormivano l'una sopra l'altra su pallet di legno usati per il trasporto delle merci, oppure sul pavimento. Ai prigionieri veniva concesso un solo pasto al giorno, composto unicamente da due piccole fette di pane.
Campo di Omarska
Il campo era situato all'interno del complesso minerario delle miniere "Ljubija", nel complesso di Omarska, a circa 20 km da Prijedor.
Secondo i documenti delle autorità serbe di Prijedor, in totale erano presenti 3334 persone, di cui 3197 bosniaci e 125 croati. Le condizioni all'interno del campo erano orribili: i detenuti vivevano in piccole stanze affollate e venivano continuamente picchiati dalle guardie. Il tempo a disposizione per mangiare era di soli 3 minuti ed il cibo era scadente e scarso, l'acqua che bevevano era quella inquinata dei fiumi che spesso portava a parassitosi intestinali e dissenteria. All'interno della miniera era presente un famigerato edificio chiamato "La casa bianca" dove venivano eseguite liquidazioni di massa e stupri.
Il campo fu chiuso immediatamente dopo una visita di alcuni giornalisti il 6 agosto 1992 e ogni anno si svolge la sua commemorazione in ricordo delle vittime e dei sopravvissuti. 
Campo di Trnopolje
Il campo di Trnopolje venne allestito nell'omonimo villaggio il 24 maggio 1992. All'interno vi erano detenuti diverse migliaia di persone tra bambini, donne e uomini, la cui stragrande maggioranza erano musulmani bosniaci. I detenuti rimanevano in questo campo per una settimana, successivamente venivano smistati e indirizzati verso un altro campo di concentramento. Molte donne detenute nel campo di Trnopolje venivano violentate dai soldati serbi nel cuore della notte. La quantità di cibo disponibile era insufficiente e le persone soffrivano la fame. La Croce Rossa Internazionale arrivò nel campo a metà agosto del 1992, ma venne chiuso definitivamente il 30 settembre dello stesso anno.

## Monumenti e luoghi d'interesse
Prijedor è nota per essere una società multi religiosa. Ospita in totale 33 moschee tra le quali la più conosciuta è "Carsijska dzamija", costruita nel 1750; la chiesa ortodossa orientale "Crkva Svete Trojice" costruita nel 1891 e la cattedrale cattolica "Sv. Josip" costruita nel 1898.
Quasi tutte le 33 moschee del comune di Prijedor e la cattedrale cattolica sono state ricostruite in seguito ai danni causati dalla guerra del 1992.

## Economia
Prijedor ha un enorme potenziale economico grazie alla sua posizione geografica strategica, essendo vicina a Zagabria, Belgrado, Budapest, Vienna. 
La città è un grande centro industriale, ospita aziende specializzate nell'industria chimica come Ferrox A.D., che produce ossidi di ferro e pigmenti, la sede bosniaca della ArcelorMittal Steel Company, con oltre 320.000 dipendenti, considerata la più grande azienda siderurgica del mondo e aziende alimentari come Krašche possiede uno dei più grandi impianti della Bosnia Erzegovina.

## Sport

### Calcio
La squadra di calcio della città è il Fudbalski Klub Rudar Prijedor (Società Calcistica Rudar Prijedor).
La città ha dato i natali a Josip Iličić.